# Шувалов, Борис Игоревич
Бори́с И́горевич Шува́лов (род. 8 мая 1963 года, Москва, СССР) — советский и российский актёр театра, кино и дубляжа.

## Биография
Родился 8 мая 1963 года в Москве.
Отец — Игорь Борисович Шувалов (1930—1985), актёр театра им. Вл. Маяковского в 1959—1968 годах. Мать — Маргарита Ивановна Струнова (1938—2007), актриса театра и кино.
Окончил Высшее Театральное училище им. Б. В. Щукина в 1984 году (курс А. Г. Бурова). После окончания института играл в спектаклях Центрального детского театра (ныне — РАМТ), где служил до 1997 года.
После ухода из театра стал играть в антрепризах, появлялся на сценах Театра Антона Чехова, Театра эстрады и Театра имени М. Н. Ермоловой.
В кино — с 1974 года, начинал сниматься в детском киножурнале «Ералаш» (в сюжете «Что случилось?» сыграл вместе со своей мамой Маргаритой Струновой).
С 1994 года работал в программе «Куклы» с самого первого её выпуска. Борис озвучил около 40 персонажей, среди которых Егор Гайдар, Александр Лукашенко, Борис Березовский, Борис Немцов, Анатолий Чубайс, Виктор Геращенко, Владимир Путин. В 2001—2002 годах также являлся режиссёром-постановщиком данной программы. В 2003—2005 годах занимал аналогичную должность в кукольных сатирических передачах «Театр кукол» (Первый канал) и «Звёздная семейка» (ДТВ-Viasat), в том числе и озвучивал там ряд персонажей.
Среди работ в озвучивании: мультфильмы «Незнайка на Луне» и «Ледниковый период 4: Континентальный дрейф» (персонаж Азиса Ансари, кролик Сквинт), фильмы «Джерри Магуайер» (персонаж Кьюбы Гудинга), три части «Такси» (2—4) (комиссар Эмильен), «Двенадцать друзей Оушена» (персонаж Мэтта Деймона), Стива Стифлера (персонаж актёра Шона Уильяма Скотта) во второй и третьей частях «Американского пирога» (в первой части Шувалов озвучивал Кевина). Являлся голосом Багса Банни в дублированных фильмах про Looney Tunes после смерти Сергея Чекана.
Диплом за исполнение лучшей мужской роли в конкурсе короткометражных лент, за фильм «Фокусы Менделя» (режиссёр Т. Федоровская) на XIV российском фестивале кино и театра «Амурская осень» (2016).
Жена — Людмила Шувалова (дев. Степченкова), российская актриса театра, кино и дубляжа.

## Роли в театре

### ЦДТ-РАМТ
- 1984 — «Бонжур, месье Перро!» Н. М. Слепаковой — Жан
- 1985 — «Алёша» В. И. Ежова — младший лейтенант, патрульные на вокзале
- 1985 — «Ловушка № 46, рост второй» Ю. П. Щекочихина — Андрей по кличке «Чиж»
- 1986 — «Фауст» И. Гёте (первый вариант) — студент
- 1987 — «Крестики-нолики» А. М. Чернявского — телевизор Телик, книга Томик
- 1988 — «Баня» В. В. Маяковского — секретарь Победоносикова Оптимистенко
- 1989 — «Между небом и землёй жаворонок вьётся» Ю. П. Щекочихина — Лепа
- 1989 — «Про Иванушку-дурачка» М. Горького — Иванушка-дурачок
- 1989 — «Любовь к трём апельсинам» К. Гоцци — Труффальдино
- 1990 — «Снежная королева» Е. Л. Шварца (второй вариант) — принц Клаус
- 1992 — «Король Лир» У. Шексипра — герцог Корнуэльский
- 1993 — «Жизнь впереди» В. А. Богатырёва — Момо
- 1994 — «Капитанская дочка» А. С. Пушкина — Пётр Алексеевич Гринёв

### Театр имени М. Н. Ермоловой
- 2012 — «Игроки» Н. В. Гоголя — Швохнев

## Фильмография
- 1976 — Ералаш (выпуск № 8, сюжет «Что случилось?») — Витя (в титрах не указан)
- 1977 — Последняя двойка — одноклассник
- 1983 — Иона, или Художник за работой (короткометражный)
- 1983 — Подросток — Петя Тришатов
- 1984 — Манька (короткометражный) — моряк
- 1984 — Фитиль (выпуск № 268, сюжет «Чужак») — кассир-стажёр (в титрах — В. Шувалов)
- 1984 — Продлись, продлись, очарованье... — Тимофей, друг Любы
- 1985 — Битва за Москву — Шурик
- 1985 — Сезон чудес — Олег[12]
- 1985 — Дайте нам мужчин! — Игорь Соколов
- 1988 — Зелёная лошадь (короткометражный)
- 1989 — Двое на голой земле — Витька
- 1989 — Стеклянный лабиринт — Сергей Фомин — Бонифаций
- 1990 — Убийство свидетеля — Владимир Анатольевич Швецов
- 1991 — Щен из созвездия Гончих Псов — Солдатов
- 1991 — По Таганке ходят танки — секретарь президента
- 1994 — Триста лет спустя — Артемьев
- 1999 — Небо в алмазах — издатель
- 1999 — Поворот ключа — Борис Видзовский
- 1999 — Послушай, не идёт ли дождь — таксист
- 2003 — Вечерний звон — посланник продюсера
- 2003 — Магнитные бури — Пуня
- 2003 — Спас под берёзами — Николаев
- 2004 — Шахматист — Фёдор Гусев
- 2005 — Жизнь — поле для охоты — Иван Петрович Лешенков, банкир
- 2006 — Кодекс чести-3 (серия «Смерти вопреки») — Карбасов, учёный
- 2007 — 1612: Хроники Смутного времени — боярин
- 2007 — Марш Турецкого-4 (серия «Долг самурая») — Митрохин
- 2007 — Закон и порядок: Преступный умысел (серия «Искусство») — Ланской, хозяин художественной галереи
- 2010 — Дворик — Сергей Ковалёв
- 2010 — Шериф — Афанасий Зяблик
- 2010 — Дом образцового содержания — ремонтник
- 2012 — Кухня. Сезон 2 — Альберт Игоревич, врач Виктора Петровича
- 2013 — До смерти красива — Василий Петрик
- 2013 — Сын отца народов — Климент Ефремович Ворошилов
- 2013 — Ледников — Влад Купка, владелец консалтинговой конторы
- 2014 — Братья по обмену-2 — Борис Львович Шумский
- 2014 — Склифосовский-4 — Алексей Антипин, строитель
- 2015 — Рая знает — Георгий Николаевич
- 2015 — Солнце в подарок — Валерий Петрович Анисимов
- 2016 — Ищейка — Олег Сергеевич Петухов, писатель
- 2016 — Гастролёры — Мартинас Саулюс, директор школы
- 2018 — Динозавр (телесериал) — Михаил Борисович, ювелир
- 2019 — Рок-н-ролл — Дмитрий Алексеевич
- 2020 — Горюнов-2 — адмирал Соболев
- 2020 — Псих — Анатолий, отец Марины
- 2022 — Алекс Лютый. Дело Шульца — Борис Васильевич Смирнов
- 2024 — ГДР — Анатолий Лукьянов

## Озвучивание

### Мультфильмы
- 1992 — Простой мужик — Посол
- 1993 — Пипа и бык — Председатель колхоза
- 1997 — Незнайка на Луне — Крабс (6—9 и 11 серии); оператор канала «Лун-ТВ» (7 серия)
- 2004 — Незнайка и Баррабасс — Бобби / Док

### Телепередачи и документальные фильмы
- 1994—2002 — Куклы (кукольное шоу канала НТВ) — Владимир Путин, Владимир Жириновский, Анатолий Чубайс, Егор Гайдар, Григорий Явлинский, Борис Березовский, Александр Лукашенко, Билл Клинтон и др.[10][13][1]
- 1997—1998 — Котовасия (кукольное шоу канала НТВ) — Кот[14]
- 1999 — Обыкновенный большевизм — читает отрывки из выступлений В. И. Ленина[15]
- 2004—2005 — Звёздная семейка (кукольное шоу канала ДТВ-Viasat) — Максим Галкин, Борис Моисеев, Майкл Джексон, Владимир Винокур, Евгений Петросян, Филипп Киркоров (в первых сериях)

## Дубляж

### Фильмы

#### Фредерик Дифенталь
- 2000 — Такси 2 — Эмильен Корбадек[16]
- 2003 — Такси 3 — Эмильен Корбадек[16]
- 2007 — Такси 4 — Эмильен Корбадек[16]

#### Эд Хелмс
- 2009 — Мальчишник в Вегасе — Др. Стюарт «Стю» Прайс[17]
- 2011 — Мальчишник 2: Из Вегаса в Бангкок — Др. Стюарт «Стю» Прайс[17]
- 2013 — Мальчишник: Часть III — Др. Стюарт «Стю» Прайс[17]

#### Крис Такер
- 1997 — Деньги решают всё — Франклин Хатчетт[17]
- 1997 — Пятый элемент — Руби Род (дубляж объединения «Мосфильм-мастер» по заказу компании «Амальгама»)[10]

#### Другие фильмы
- 1992 — Запах женщины — Джордж Уиллис-младший (Филип Сеймур Хоффман) (дубляж «Мосфильм»)[18]
- 1993 — Три мушкетёра — Д'Артаньян (Крис О’Доннелл)[17]
- 1996 — Кабельщик — Чип Дуглас (Джим Керри)[18]
- 1996 — Джерри Магуайер — Род Тидуэлл (Кьюба Гудинг мл.)[16]
- 1999 — Американский пирог — Кевин Майерс (Томас Иэн Николас)[17]
- 2001—2007 — Трилогия Оушена — Лайнус Колдуелл (Мэтт Деймон)[10]
- 2007 — Уловки Норбита — Норбит / Распьюша / Мистер Вонг (Эдди Мерфи)[16]

## Компьютерные игры
- 2018 — Кровная вражда: Ведьмак. Истории — Рейнард Одо[19]
- 2018 — God of War — Мимир[20]